# Aspidiotus brachystegiae
Aspidiotus brachystegiae är en insektsart som beskrevs av Hall 1928. Aspidiotus brachystegiae ingår i släktet Aspidiotus och familjen pansarsköldlöss.
Artens utbredningsområde är Zimbabwe. Inga underarter finns listade i Catalogue of Life.